# Nibylis andyjski
Nibylis andyjski, kolpeo, lisoszakal andyjski, lis andyjski (Lycalopex culpaeus) – gatunek drapieżnego ssaka z rodziny psowatych (Canidae). Zamieszkuje cały obszar wzdłuż Andów, od Ekwadoru i Peru aż po Patagonię. Preferuje tereny otwarte, z niewielką liczbą drzew, zamieszkuje górskie płaskowyże stepowe oraz półpustynie. Kolpeo to największy lis zamieszkujący Amerykę Południową, a zarazem największy lis na świecie. Przewyższa wielkością lisa pospolitego i mniejsze szakale, a jego waga dochodzi do 14 kg. Barwa sierści pomarańczowo-szara, aż do rudoszarej. Prowadzi głównie nocny tryb życia. Poluje na gryzonie (np. szynszyle andyjskie, koszatniczki), ptaki, jaszczurki i dzikie króliki (sprowadzone tu na początku XX wieku), niekiedy zdarza się, że atakuje młode jagnięta i lamy. Żywi się także padliną. Lisoszakale andyjskie tworzą niewielkie grupy stadne, w skład których wchodzi para dominująca wraz z lisami z poprzednich miotów. Występuje osobna hierarchia dla samic i dla samców.
Nibylis andyjski jest jednym z „fałszywych lisów” ponieważ, mimo że jest nazywany lisem, w systematyce taksonomicznej nie jest zaliczany do lisów, ale do psów właściwych, a swoim zachowaniem i wyglądem przypomina bardziej kojoty i wilki. Jego najbliższymi krewnymi są wilczak falklandzki, nibylis pampasowy i być może duży wilk andyjski.

## Podgatunki
Wyróżnia się sześć podgatunków kolpeo:
- L. culpaeus andinus (Thomas, 1912)
- L. culpaeus culpaeus (Molina, 1782)
- L. culpaeus lycoides (Philippi, 1896)
- L. culpaeus magellanicus (Gray, 1837)
- L. culpaeus reissii (Hilzheimer, 1906)
- L. culpaeus smithersi (Thomas, 1914)

## Zagrożenie i ochrona
W Czerwonej księdze gatunków zagrożonych Międzynarodowej Unii Ochrony Przyrody i Jej Zasobów został zaliczony do kategorii LC (niższego ryzyka) pod nazwą Pseudalopex culpaeus. Gatunek ten jest objęty konwencją waszyngtońską CITES (załącznik II).